# Heinrich Gelzer
Heinrich Gelzer (Berlino, 1º luglio 1847 – Jena, 11 luglio 1906) è stato un filologo classico tedesco.
Era il figlio dello storico svizzero Johann Heinrich Gelzer (1813-1889). Divenne professore di filologia classica e storia antica presso l'Università di Jena, nel 1878. Scrisse anche un'opera su Sesto Giulio Africano. Lavorò sulla cronologia di Gige.

## Opere
- Sextus Julius Africanus und die byzantinische Chronographie (3 volumi).
- Georgii Cyprii Descriptio orbis romani (1890).
- Index lectionum Ienae (1892).
- Leontios' von Neapolis Leben des heiligen Johannes des Barmherzigen, Erzbischofs von Alexandrien (1893).
- Geistliches und Weltliches aus dem türkisch-griechischen Orient (1900).
- Ungedruckte und ungenügend veröffentlichte Texte der Nottiae episcopatuum. Ein Beitrag zur byzantinischen Kirchen- und Verwaltungsgeschichte (1901).
- Vom heiligen Berge und aus Makedonien. Reisebilder aus den Athosklöstern und dem Insurrektionsgebiet (1904).
- Scriptores sacri et profani ... Bd. 4. Des Stephanos von Taron armenische Geschichte (1907), traduzione di August Burckhardt.
- Byzantinische Kulturgeschichte (1909).
- Patrum nicaenorum nomina, con Heinrich Hilgenfeld e Otto Cuntz.
- Ausgewählte kleine Schriften.
- Der altfranzösische Yderroman (1913), editore.